# 永利村
永利村（ながとしむら）は、鹿児島県の北西部、薩摩郡に属していた村。1956年（昭和31年）9月30日に高江村と共に川内市に編入され、自治体としては消滅した。

## 地理
川内平野の東部、川内川支流平佐川及び百次川の流域に位置していた。北部には寺山、南部には冠岳があり、中央部には日笠山がある。

### 大字
大字は藩政時代の村を継承した山田、百次、田崎の3大字から構成されていた。
川内市編入時に「 市村の廃置分合に伴う大字の廃止及び町の新設」（鹿児島県告示）により大字山田は「永利町」、大字百次は「百次町」、大字田崎は「田崎町」となった。現在の薩摩川内市永利町、百次町、田崎町の全域が当時の村域にあたる。

### 河川
- 平佐川
- 百次川

### 隣接する自治体
- 川内市
- 串木野市
- 薩摩郡：樋脇町

## 歴史
江戸時代には薩摩藩の行政区域であった「永利郷」に属していた村から構成されていた。江戸時代より永利郷に属していた3村連合の戸長役場は山田村に置かれており、町村制施行後も村役場が置かれていた。
- 1889年（明治22年）4月1日 - 町村制施行に伴い永利郷の山田村、百次村、田崎村の区域より薩摩郡永利村として成立[2]。村役場は大字山田に置かれた[7]。
- 1954年（昭和29年）11月 - 永利村議会において川内市合併が議決される[3]。
- 1956年（昭和31年）9月30日 - 永利村が薩摩郡高江村と共に川内市に編入される[3][8]。
編入に伴い大字百次1086番地1（現在の薩摩川内市永利地区コミュニティセンターの位置）に置かれた永利村役場は川内市役所永利支所（1976年（昭和51年）12月28日廃止[9]）となった[10]。

## 行政
- 村長：福山稔（1947年（昭和22年）4月[11] - 1956年（昭和31年）9月[12]）

### 歴代村長
以下の歴代村長一覧は川内市史記載の永利村長の一覧に基づく。
| 代 | 氏名        | 就任年月               | 退任年月              |
| -- | ----------- | ---------------------- | --------------------- |
| 初 | 山下 周太郎 | 1889年（明治22年）     | 不明                  |
| 2  | 愛甲 蘇太   | 1891年（明治24年）     | 1892年（明治25年）    |
| 3  | 前原 記実   | 1892年（明治25年）     | 不明                  |
| 4  | 肱岡 彦助   | 1896年（明治29年）     | 1897年（明治30年）    |
| 5  | 牧 善吉     | 1897年（明治30年）7月  | 1897年（明治30年）    |
| 6  | 有馬 周藏   | 1897年（明治30年）11月 | 1899年（明治32年）    |
| 7  | 佐久間 義貫 | 1899年（明治32年）     | 1900年（明治33年）    |
| 8  | 四枝 岩次郎 | 1900年（明治33年）     | 1904年（明治37年）    |
| 9  | 有馬 周藏   | 1904年（明治37年）     | 1907年（明治40年）    |
| 10 | 四枝 岩次郎 | 1907年（明治40年）     | 1911年（明治44年）    |
| 11 | 宍野 慶之助 | 不詳                   | 不詳                  |
| 12 | 佐久間 彦助 | 1914年（大正3年）1月   | 1914年（大正3年）     |
| 13 | 福山 善五郎 | 1914年（大正3年）7月   | 1916年（大正5年）     |
| 14 | 井上 長繁   | 1916年（大正5年）      | 1920年（大正9年）     |
| 15 | 佐久間 惇   | 1920年（大正9年）      | 1922年（大正11年）    |
| 16 | 佐久間 彦助 | 1922年（大正11年）     | 1923年（大正12年）    |
| 17 | 福永 佐次郎 | 1924年（大正13年）     | 1929年（昭和4年）     |
| 18 | 勝田 貞彦   | 1929年（昭和4年）      | 1933年（昭和8年）     |
| 19 | 福永 佐次郎 | 1933年（昭和8年）      | 1941年（昭和16年）    |
| 20 | 佐多 彦美   | 1941年（昭和16年）     | 1946年（昭和21年）    |
| 21 | 四枝 篤美   | 1946年（昭和21年）     | 1947年（昭和22年）    |
| 22 | 永吉 惇     | 1946年（昭和21年）     | 1947年（昭和22年）    |
| 23 | 福山 稔     | 1947年（昭和22年）4月  | 1956年（昭和31年）9月 |

## 地域

### 教育
- 中学校
  - 永利村立永利中学校
川内市編入後の1960年（昭和35年）に旧川内市立川内南中学校と合併し、川内市立川内南中学校となり、現在は薩摩川内市立川内南中学校となっている。
- 小学校
  - 永利村立永利小学校（現在は川内市立永利小学校を経て薩摩川内市立永利小学校となっている）

## 人口
以下の人口遷移表は『角川日本地名大辞典 46 鹿児島県』の記述に基づく。
|  | 人口（人） |

| 1902年（明治35年） | 2,936 |  |
| 1921年（大正10年） | 3,332 |  |
| 1955年（昭和30年） | 5,219 |  |

## 交通
- 鹿児島県道336号山田隈之城線
- 鹿児島県道333号川内祁答院線

## 出身人物
- 岩切秀雄（政治家、第2代薩摩川内市長） - 永利村最後の村長福山稔は伯父にあたる[14]。